# 錫利斯特拉海穹
62°41′25.8″S 60°05′30″W / 62.690500°S 60.09167°W

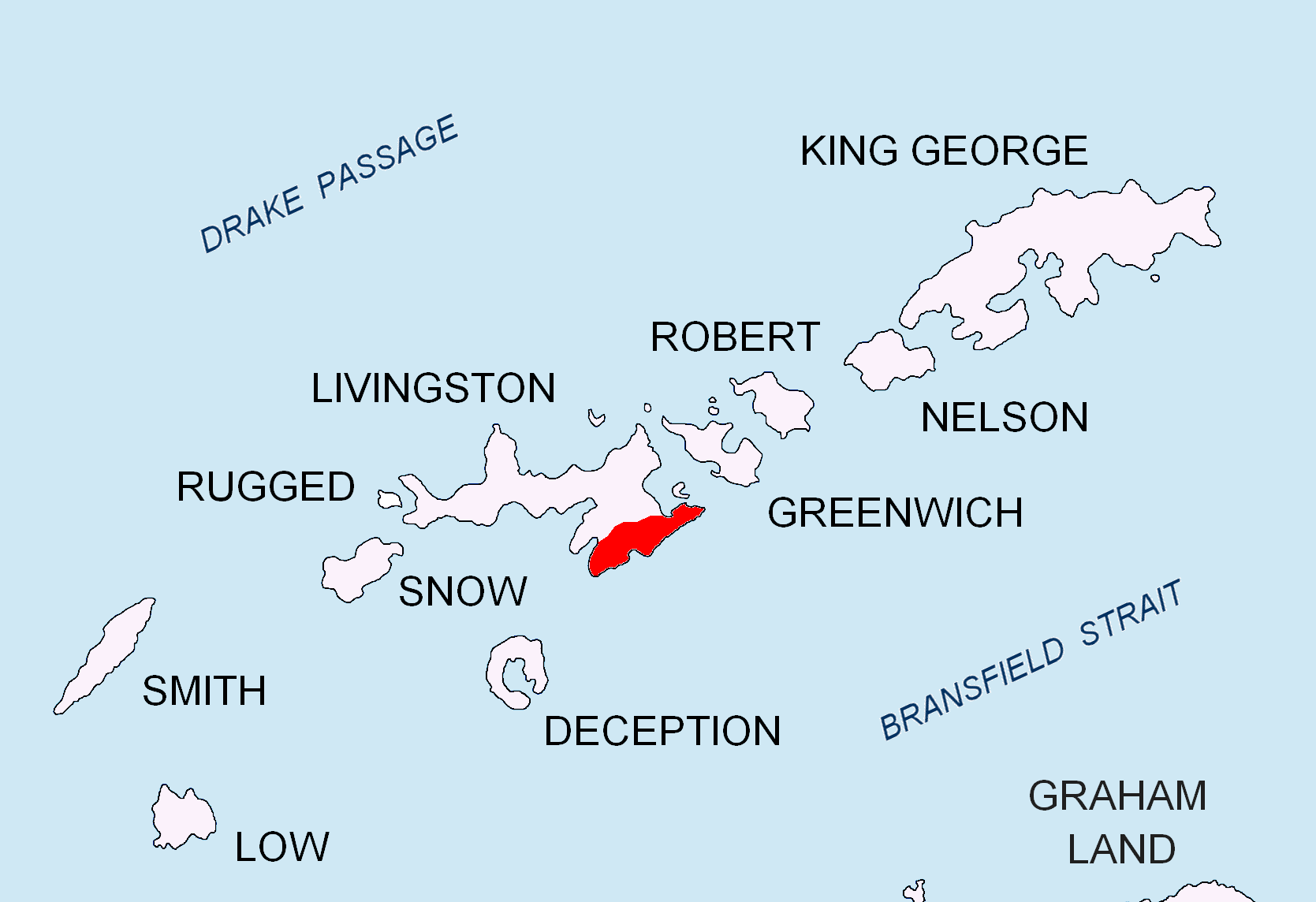

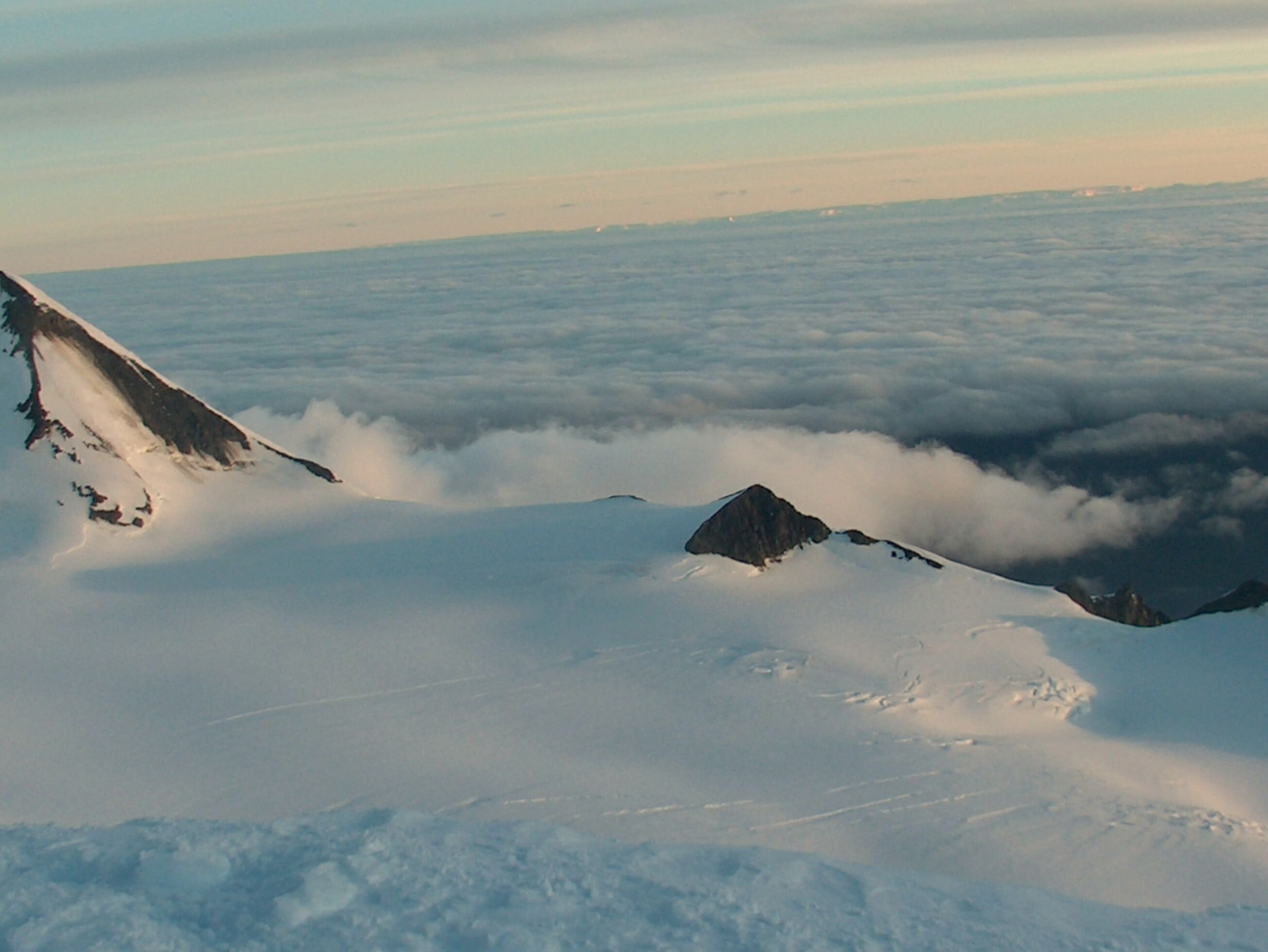

錫利斯特拉海穹是南極洲的海穹，位於南設得蘭群島的利文斯頓島，屬於騰格里山脈中列夫斯基嶺的一部分，海拔高度700米，處於瑟迪卡峰西南面2.09公里和艾托斯角西北面2.78公里。

## 外部連結
- SCAR Composite Antarctic Gazetteer（页面存档备份，存于）.